# Netzspanner
Der Netzspanner (Eustroma reticulata) auch als Weißgerippter Haarbuschspanner oder Springkraut-Netzspanner bezeichnet, ist ein Schmetterling (Nachtfalter) aus der Familie der Spanner (Geometridae). Der Name reticulata ist vom lateinischen „reticulum“ = Netz abgeleitet.

## Merkmale

### Falter
Die Falter erreichen eine Flügelspannweite von etwa 20 bis 25 Millimetern. Die Vorderflügel sind schwarzbraun gefärbt und zeigen weiße Adern. Zusammen mit den weißen Querlinien entsteht dadurch ein auffälliges Netzmuster. Im Apex befindet sich ein weißer Teilungsstrich, der in die ebenfalls weiße Wellenlinie einmündet. Die Postdiskalregion sowie ein schmales Querband nahe der Mitte sind zumeist grau aufgehellt. Die Hinterflügel schimmern grau und sind mit zwei hellen Querlinien versehen. Außerdem ist ein kleiner Mittelfleck erkennbar. Dieser ist bei den Männchen orange gefärbt, bei den Weibchen schwärzlich.

### Raupe
Erwachsene Raupen haben eine grünliche, gelbliche oder bräunliche Färbung, eine rötliche, unterbrochene Rückenlinie sowie weißliche Nebenrückenlinien und ebenso gefärbte Seitenstreifen. Die Stigmen sind schwärzlich.

## Geographische Verbreitung und Vorkommen
Das Verbreitungsgebiet des Netzspanners reicht von Südwest- und Westeuropa durch die gemäßigte Zone bis Ostasien. Im Norden reicht die Ausdehnung bis ins mittlere Fennoskandinavien, im Süden über Italien bis zum Balkan. Er ist bevorzugt in feuchten Wäldern, schattigen Tälern, Ufergebieten und moorigen Lichtungen anzutreffen.

## Lebensweise
Die nachtaktiven Falter fliegen in den Monaten Juni bis September. Sie besuchen auch künstliche Lichtquellen. Futterpflanze der Raupen ist das Große Springkraut (Impatiens noli-tangere), das auch unter dem Namen „Rühr mich nicht an“ bekannt ist. Sie ernähren sich bevorzugt von den unreifen Früchten und leben von August bis September. Die Puppe überwintert.

## Unterarten
Folgende Unterarten sind bekannt:
- Eustroma reticulata reticulata (Europa, Sibirien)
- Eustroma reticulata chosensicola (Amurgebiet, Sachalin, Kurilen)
- Eustroma reticulata dictyotum (Ostasien)
- Eustroma reticulata obsoletum (Kamtschatka)

## Gefährdung
Der Netzspanner kommt in den deutschen Bundesländern in unterschiedlicher Anzahl vor und wird auf der Roten Liste gefährdeter Arten auf der Vorwarnliste geführt.